# 郑思兢
郑思兢（1915年—2013年），男，江苏靖江人，中国人体解剖学家，曾任上海医科大学教授、博士生导师。